# Mingguang, Yunnan
Mingguang Zhen (kinesiska: 明光, 明光镇) är en köping i Kina. Den ligger i provinsen Yunnan, i den sydvästra delen av landet, omkring 420 kilometer väster om provinshuvudstaden Kunming.
Genomsnittlig årsnederbörd är 1 229 millimeter. Den regnigaste månaden är juli, med i genomsnitt 306 mm nederbörd, och den torraste är januari, med 6 mm nederbörd.